# Arnór Ingvi Traustason
Arnór Ingvi Traustason (Keflavik, Islandia, 30 de abril de 1993) es un futbolista islandés que juega como centrocampista en el IFK Norrköping de Suecia.

## Trayectoria

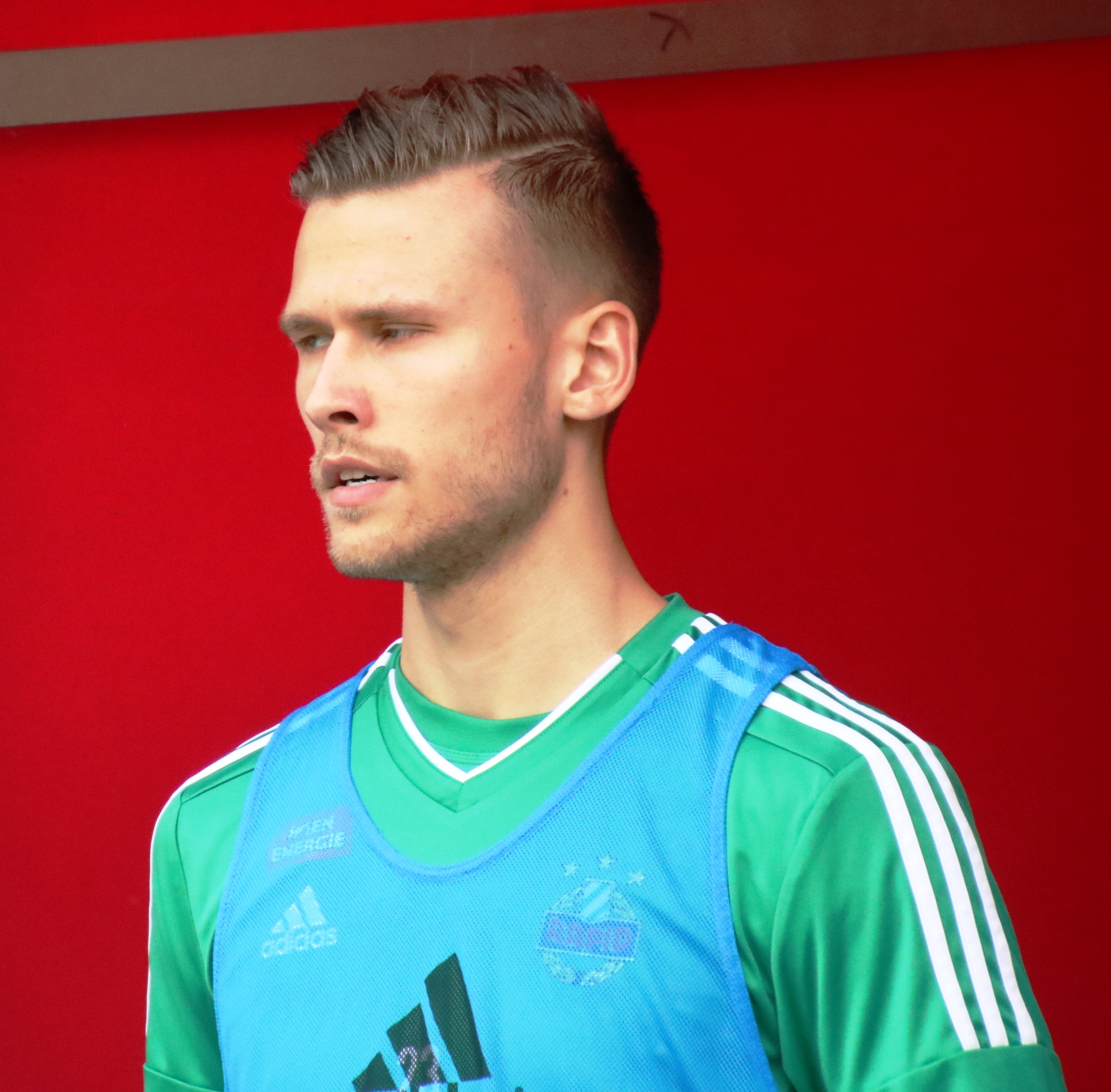
Arnór Ingvi Traustason en el calentamiento con SK Rapid Wien

### 1998-2008:Njarðvík
Arnór Ingvi comenzó su carrera haciendo inferiores desde sus 8 años de edad en el Ungmennafélag Njarðvíkur del pequeño poblado vecino de Njarðvík. Inmediatamente demostró liderazgo e impresionó al, entonces técnico de las divisiones inferiores, Freys Sverrisson. Continuó llamando la atención, más aún cuando ganó el torneo Shell en dos ediciones consecutivas (2002 y 2003). Luego de la temporada 2008, cuando su equipo ascendió a la 3.flokki, cuarta división de Islandia, Arnór Ingvi decidió dejarlo y unirse a los rivales Keflavík ÍF, que jugaban en la Úrvalsdeild Karla. No pasó mucho tiempo para que Arnór esté en la plantilla principal.

### 2008-2012:Keflavík
Sus primeros minutos con el equipo titular fueron el 27 de febrero de 2010 cuando ingresó a los 81 minutos contra el ÍR. El primer partido en el que inició como titular fue el 13 de septiembre contra Fram Reykjavík en la derrota 2 a 1. Arnór marcó su primer gol el 25 de septiembre de 2010 contra ÍBV Vestmannæyjar, partido que luego ganarían por 4 a 1.
En febrero del 2011, fue a una prueba que organizaba el West Bromwich Albion. Estuvo una semana entrenando con los juveniles, sin embargo no quedó seleccionado por lo que continuó en el Keflavík. Ese año, Arnór Ingvi tuvo más posibilidades en el equipo titular. Jugó 20 partidos entre todas las competiciones y marcó dos goles.
En 2012, Arnór rompió todos sus récords. Empezó todos los partidos de su equipo e incluso logró marcar un triplete contra Breiðablik UBK. Este año, fue llamado por primera vez por la selección sub-21. Al final de la temporada fue elegido en "el equipo ideal" propuesto por Fótbolti.net, donde además, fue el jugador más joven. En julio, fue puesto en prueba por el Sandnes Ulf de la Tippeligaen. Finalmente, el 15 de agosto, se va en préstamo al club noruego por el resto de la temporada.

### 2012:Sandnes Ulf
Arnór Ingvi hizo su debut con Sandnes Ulf el 26 de agosto cuando entró en sustitución por su compatriota Steinþór Freyr Þorsteinsson a los 90 minutos en el partido contra Sogndal por la Tippeligaen. Para él, fue muy difícil encontrar tiempo de juego en un equipo que era el gran candidato para el descenso. Al final de la temporada, habiendo finalizado en el puesto 14, debió jugar contra Ullensaker/Kisa para mantener la categoría. Arnór Ingvi entró como sustituto en el partido de ida, cuando su equipo ganó 4 a 0. Finalmente Sandnes Ulf mantuvo la categoría con un global de 7 a 1. Habiendo acabado el préstamo, Arnór volvió a Keflavík para la temporada 2013. En total, él jugó 11 partidos con Sandnes Ulf pero demostró que no estaba a la altura.

### 2013:Keflavík
En febrero de 2013, Arnór firmó un contrato con Keflavík hasta finales de 2014. Arnór Ingvi comenzó bien la temporada, marcó cuatro goles en los primeros cuatro partidos. Realizó el segundo triplete de su carrera, esta vez contra Leiknir Reykjavík. Él fue uno de los hombres clave del equipo esa temporada, jugó 19 de los 22 partidos, sin embargo Keflavík realizó una pobre campaña que lo dejó en la novena posición. Al final de la temporada, nuevamente fue laureado con el premio al mejor jugador joven de la Úrvalsdeild Karla 2013.

### 2013-2016:Norrköping
Durante el verano de la temporada 2013, Arnór Ingvi había estado a prueba en el club sueco y los dirigentes de éste quedaron conformes, por lo que comenzaron las negociaciones con Keflavík. Oficialmente, el 28 de octubre de 2013, fue presentado como nuevo jugador del Norrköping con la camiseta número 9. El primer juego de Arnór Ingvi fue ante el AFC United por la Svenska Cupen cuando entró desde el banco de suplentes a los 80 minutos. Debido a una lesión se perdió el inicio de la Allsvenskan 2014. Regresó el 15 de mayo cuando entró como suplente ante el Falkenbergs FF. Él anotó su primer gol en la derrota 3 a 5 contra el Djurgårdens IF Fotboll. A medida que la temporada avanzaba, Arnór Ingvi se fue acostumbrando a su equipo y al fútbol de su liga. Finalizó su primera temporada en el Norrköping habiendo jugado en 18 partidos, 14 de ellos desde el comienzo, marcó 4 goles y realizó 10 asistencias, convirtiéndose en el mayor asistente de la Allsvenskan 2014.
Arnór Ingvi fue muy importante para su equipo durante la temporada 2015, jugó 29 de los 30 partidos y marcó 9 goles. A pesar de haber perdido los primeros cuatro juegos, el Norrköping estuvo invicto durante los siguientes 13 partidos, esto le permitió entrar a la lucha por el campeonato junto con IFK Göteborg y AIK Estocolmo. Finalmente, se coronó campeón en la última fecha contra Malmö FF con un gol y una asistencia de Arnór Ingvi. De esta manera, el club clasificó, además, a la Svenska Supercupen, en la que venció a IFK Göteborg por 3 a 0.
Luego de una gran temporada para él, Arnór Ingvi tuvo algunos vínculos con Aston Villa, pero nunca se habló de un traspaso por lo que siguió con Norrköping. Arnór Ingvi anotó el primer gol en la goleada 4 a 0 sobre Östersunds FK en la fase de grupos de la Svenska Cupen el 20 de febrero de 2016. Su primer gol en la liga llegó 26 de abril en la victoria 3 a 1 contra Hammarby IF

### 2016-presente:Rapid de Viena
A finales de abril de 2016, el personal técnico del Rapid de Viena, analizó a Arnór Ingvi y consideró su compra. Norrköping respondieron que por dos millones de euros los austríacos podían llevarse al islandés. El 8 de mayo se confirmó la compra de Arnór Ingvi Traustason por parte del Rapid de Viena por €2,000,000. Esta fue la mayor compra del club austríaco en su historia.

## Selección nacional

### Sub-17
Arnór Ingvi, técnicamente, nunca llegó a debutar con la sub-17. Dos veces fue llamado por la selección pero siempre estuvo en el banco.

### Sub-19
Arnór fue llamado para dos amistosos ante Estonia. Inició ambos partidos, pero no pudo anotar. También fue llamado para las eliminatorias de la Eurocopa Sub-19, donde jugó los tres partidos y tampoco pudo anotar.

### Sub-21
Arnór Ingvi hizo su debut con la sub-21 en la caída 5 a 0 contra Bélgica en las eliminatorias de la Eurocopa Sub-21 de 2015. Él jugó 7 de 8 partidos y anotó un gol contra Kazajistán. Su equipo se ubicó segundo en la tabla, tras la selección francesa, esto le aseguró un lugar en la repesca contra Dinamarca. Partido que finalmente, acabó con victoria danesa. En total Arnór Ingvi jugó doce partidos y anotó un gol.

### Amistosos
Debutó con la selección mayor en un amistoso contra Polonia, días más tarde entró desde el banco como sustituto contra Eslovaquia. El 13 de enero de 2016, logró marcar su primer gol con la selección absoluta en su tercera participación en la misma, Arnór puso el 1 a 0 definitivo en un amistoso contra Finlandia. En su quinta participación con el equipo nacional, logró marcar ante Dinamarca en la derrota 2 a 1. Este fue el primer gol de Islandia a Dinamarca en los últimos 15 años. Cinco días después puso el 1 a 2 en la remontada 3 a 2 de Islandia sobre Grecia.

### Eurocopa 2016
El 9 de mayo se confirmó la inclusión de Arnór Ingvi entre los 23 jugadores que participarían de la Eurocopa 2016. Participó en dos de los cinco partidos que realizó Islandia en una histórica campaña. El primero fue cuando a los 80 minutos de juego, reemplazó a su compañero Kolbeinn Sigþórsson contra Austria. Los pocos minutos que jugó fueron muy importantes para que la hazaña de Islandia sea posible ya que a los 4 minutos de tiempo adicionado marcó el gol que les dio la victoria y la clasificación a los octavos de final que jugó contra Selección de fútbol de Inglaterra. Su segunda participación en la Eurocopa fue cuando a los 89 minutos de juego, sustituye a Jón Daði Böðvarsson, en lo que finalmente fue la victoria contra Inglaterra por 2 a 1.

## Estadísticas

### Clubes
Estadísticas de clubes actualizadas al 9 de mayo de 2016
| Temporada     | Equipo                 | Participaciones   | Goles             | Participaciones    | Goles              | Participaciones    | Goles              | Participaciones | Goles  | Participaciones | Goles |
| Islandia      | Islandia               | Úrvalsdeild Karla | Úrvalsdeild Karla | Borgunarbikarinn   | Borgunarbikarinn   | Deildabikar        | Deildabikar        | —               | —      | Total           | Total |
| ------------- | ---------------------- | ----------------- | ----------------- | ------------------ | ------------------ | ------------------ | ------------------ | --------------- | ------ | --------------- | ----- |
| 2010          | Keflavík               | 3                 | 1                 | 0                  | 0                  | 1                  | 0                  | —               | —      | 4               | 1     |
| 2011          | Keflavík               | 15                | 1                 | 2                  | 0                  | 3                  | 1                  | —               | —      | 20              | 2     |
| 2012          | Keflavík               | 15                | 4                 | 1                  | 0                  | 8                  | 3                  | —               | —      | 24              | 7     |
| Total         | Total                  | 39                | 6                 | 3                  | 0                  | 12                 | 4                  | —               | —      | 54              | 10    |
| Noruega       | Noruega                | Tippeligaen       | Tippeligaen       | Norgesmesterskapet | Norgesmesterskapet | —                  | —                  | —               | —      | Total           | Total |
| 2012          | Sandnes Ulf (préstamo) | 10                | 0                 | 1                  | 0                  | —                  | —                  | —               | —      | 11              | 0     |
| Islandia      | Islandia               | Úrvalsdeild Karla | Úrvalsdeild Karla | Borgunarbikarinn   | Borgunarbikarinn   | Deildabikar        | Deildabikar        | —               | —      | Total           | Total |
| 2013          | Keflavík               | 19                | 4                 | 1                  | 0                  | 4                  | 4                  | —               | —      | 24              | 8     |
| Suecia        | Suecia                 | Allsvenskan       | Allsvenskan       | Svenska Cupen      | Svenska Cupen      | Svenska Supercupen | Svenska Supercupen | Europa          | Europa | Total           | Total |
| 2014          | IFK Norrköping         | 18                | 3                 | 2                  | 0                  | 0                  | 0                  | 0               | 0      | 20              | 3     |
| 2015          | IFK Norrköping         | 29                | 7                 | 4                  | 2                  | 1                  | 0                  | 0               | 0      | 34              | 9     |
| 2016          | IFK Norrköping         | 7                 | 1                 | 3                  | 1                  | 0                  | 0                  | 0               | 0      | 10              | 2     |
| Total         | Total                  | 54                | 11                | 9                  | 3                  | 1                  | 0                  | 0               | 0      | 64              | 14    |
| Total general | Total general          | 116               | 21                | 14                 | 3                  | 17                 | 8                  | 0               | 0      | 147             | 32    |

### Selección
Estadísticas de selección actualizadas al 22 de junio de 2016
| Año  | Selección         | Participaciones | Goles |
| ---- | ----------------- | --------------- | ----- |
| 2009 | Islandia sub-17   | 2               | 0     |
| 2010 | Islandia sub-19   | 0               | 0     |
| 2011 | Islandia sub-19   | 5               | 0     |
| 2012 | Islandia sub-21   | 1               | 0     |
| 2013 | Islandia sub-21   | 5               | 1     |
| 2014 | Islandia sub-21   | 6               | 0     |
| 2015 | Islandia absoluta | 2               | 0     |
| 2016 | Islandia absoluta | 7               | 4     |

### Goles internacionales
Goles internacionales actualizados al 22 de junio de 2016.
| Selección | N.º | Fecha                    | Sede                                                   | Oponente   | Gol | Resultado | Competición           |
| --------- | --- | ------------------------ | ------------------------------------------------------ | ---------- | --- | --------- | --------------------- |
| Sub-21    | 1   | 10 de septiembre de 2013 | Kópavogsvöllur, Kópavogur, Islandia                    | Kazajistán | 1-0 | 2-0       | Elim. Eurocopa sub-21 |
| Mayor     | 2   | 13 de enero de 2016      | Estadio Jeque Zayed, Abu Dhabi, Emiratos Árabes Unidos | Finlandia  | 1–0 | 1–0       | Amistoso              |
| Mayor     | 3   | 24 de marzo de 2016      | MCH Arena, Herning, Dinamarca                          | Dinamarca  | 2-1 | 2-1       | Amistoso              |
| Mayor     | 4   | 29 de marzo de 2016      | Karaiskakis Stadium, Piraeus, Grecia                   | Grecia     | 2-1 | 2-3       | Amistoso              |
| Mayor     | 5   | 22 de junio de 2016      | Stade de France, Saint-Denis, Francia                  | Austria    | 2–1 | 2–1       | Eurocopa 2016         |

## Palmarés

### Individual
- El equipo ideal de la Úrvalsdeild Karla 2012 (según Fótbolti.net)[9]
- Mejor jugador joven de la Úrvalsdeild Karla 2013[53]

### Equipo
- Allsvenskan 2015 con IFK Norrköping[27]
- Svenskan Supercupen con IFK Norrköping[54]